# Giulio Galliori
Giulio Galliori (Milano, 1715 – Milano, 1795) è stato un architetto italiano.
Si può inserire nella corrente del Rococò lombardo, definito anche 'Barocchetto fiorito'.
Nel 1773 prese il posto di Francesco Croce nell'incarico di architetto della Fabbrica del Duomo, in cui realizzò un progetto di facciata nel 1787.
Nella facciata della chiesa di Desio 1771, evidenziò influenze neoclassiche.
Tra le opere realizzate su suo progetto:
- Chiesa parrocchiale di Santa Maria Della Neve a Boffalora Sopra Ticino (1792-1794)
- Chiesa della SS. Trinità a Samarate (1760-1769).
- Ampliamento del Santuario del SS. Crocifisso a Como (1761)[2].
- Cupola e torre campanaria del Santuario dell'Addolorata a Rho (assieme a Carlo Giuseppe Merlo).
- Collegio dei Padri Missionari di Rho ("Collegium Rhaudense"), a fianco del Santuario dell'Addolorata (1756-1770).
- Ricostruzione della chiesa dei SS. Pietro e Paolo ad Arluno, su commissione del cardinale Giuseppe Pozzobonelli.
- Villa Mirabellino a Monza (1776).
- Realizzazione di un "guscio" in rame per proteggere dalle infiltrazioni d'acqua la cupola del Duomo di Como (1769-1773).
- Chiesa dei SS. Giovanni Battista e Stefano a Binasco.
- Ampliamento della chiesa di Sant'Invenzio a Gaggiano.
- Basilica di San Giuseppe di Seregno (1781).
- Chiesa di Santa Maria Segreta a Milano, nei pressi del Cordusio  (interamente ricostruita nel 1910-24).

Fu sovrintendente della Veneranda fabbrica del Duomo di Milano (1773).